# Aponychus solimani
Aponychus solimani är en spindeldjursart som beskrevs av Zaher, Gomaa och El-Enany 1982. Aponychus solimani ingår i släktet Aponychus och familjen Tetranychidae. Inga underarter finns listade i Catalogue of Life.